# Château de Vincennes
Château de Vincennes er en massiv kongelig fæstning fra det 14. og 17. århundrede i den franske by Vincennes øst for Paris, nu en forstad.

## Historie
Som andre mere kendte slotte havde fæstningen sin oprindelse i en jagthytte bygget til Ludvig VII omkring 1150 i skoven ved Vincennes. I det 13. århundrede rejste Philip Augustus og Louis IX en mere omfattende herregård. Louis IX er kendt for at have tage afsted på et fatalt korstog fra Vincennes.
Vincennes var mere end en barsk fæstning: Philippe III (1274) og Philippe IV (1284) blev gift der, og tre konger fra det 14. århundrede døde på Vincennes: Louis X (1316), Philippe V (1322) og Charles IV (1328).
For at forstærke området blev slottet stærkt udvidet i det 14. århundrede. Et 52 m højt donjon-tårn, den højeste middelalderfæstning i Europa, blev påbegyndt af Philip VI i Frankrig omkring 1337. De store rektangulære vægge blev færdiggjort af Valois to generationer senere (ca. 1410). Donjon var bolig for den kongelige familie, og dens bygninger er kendt for Karl 5.'s bibliotek og private kontor. Henry V af England døde i donjon i 1422 efter belejringen af Meaux.
Relikvier af Jesus' tornekrone lå midlertidigt i befæstningen, mens Sainte-Chapelle i Paris blev gjort klar til dem. Et muligt fragment fik sit eget kapel på Vincennes, sandsynligvis bygget af Peter Montereau (som kan have designet Sainte-Chapelle i Paris). Henri IV sad med sikkerhed fængslet på Vincennes i april 1574 under religionskrigene.
48°50′34″N 2°26′09″Ø / 48.8428°N 2.4358°Ø